# Radikale (Vereinigtes Königreich)
Die Radikalen waren eine Gruppe von Parlamentariern im Vereinigten Königreich des frühen bis mittleren 19. Jahrhunderts, die an der Wandlung der Whigs in die Liberal Party beteiligt waren.

## Hintergrund
Die wichtigsten Faktoren, aus denen die radikale Bewegung erwuchs, waren: die Unterstützung für Wahlrechtsreformen, die Emanzipation der Katholiken und Freihandelsbestrebungen. In der Arbeiterklasse und der Mittelschicht waren es die „Populär-Radikalen“, die für soziale Reformen und Rechte kämpften, wohingegen das Anliegen mittelständischer „Philosophischer Radikaler“ die Wahlrechtsreform war.

## Radikale Parlamentarier
Der Reform Act der Whigs von 1832 gab zwar der Mittelschicht das Wahlrecht, aber erfüllte die Forderungen der Radikalen nach einem allgemeinen Wahlrecht für Männer nicht. Eine kleine Gruppe von Radikalen im Unterhaus schloss sich den aristokratischen Whigs in der Forderung nach Wahlrecht für die Arbeiterklasse an. Zunehmend fand dies auch bei Whigs aus der Mittelschicht Zustimmung. In der Bevölkerung übernahmen die Chartisten die Forderung nach ausgedehntem Wahlrecht. Ab etwa 1839 wurde die Interessengemeinschaft von radikalen und Whig-Parlamentariern als Liberal Party bezeichnet.
Die 1839 gegründete mittelständische Anti-Corn Law League (Anti-Korngesetz-Liga – die Corn Laws waren protektionistische Importtarife für Getreide) opponierte gegen die Strafzölle, die die Getreidepreise nach oben trieben und damit den Grundbesitzern Profit brachte, aber Industrielle belastete. Sie griff den „Feudalismus“ an und versuchte die Unterstützung der Arbeiterklasse zu gewinnen. Nach dem Scheitern der Massendemonstrationen und Petitionen der Chartistenbewegung 1848 blieb die Ausweitung des Wahlrechts Ziel der Corn-Law Gegner und der Radikalen Parlamentarier.

## Bildung der Liberal Party
Die radikalen Parlamentarier waren entschieden der Mittelschicht zuzuordnen – ihr Radikalismus bestand in der Gegnerschaft zur Herrschaft traditioneller britischer Eliten, nicht in einer Nähe zum Sozialismus. Die Radikalen schlossen sich den Whigs und einigen Tories, die Anhänger von Robert Peel waren, an und bildeten 1859 die Liberal Party.

## Wahlrechtsreform
1864 brachte der liberale Abgeordnete William Ewart Gladstone eine erste sehr zurückhaltende Vorlage zur Wahlrechtsreform ein. Sie wurde mit den Stimmen der Tories, die keinerlei Reform, und der Reform-Liberalen, die eine weitergehende Reform wollten, abgelehnt, worüber die liberale Regierung stürzte. Der Tory Benjamin Disraeli wurde Premierminister, und die neue Tory-Minderheitsregierung brachte den Reform Act von 1867 ein, der die Zahl der Wahlberechtigten verdoppelte: Ab sofort hatten alle männlichen Haushaltsvorstände und damit etwa 40 % der männlichen Bevölkerung in England und Wales das Wahlrecht, erstmals galt dies auch für auch Teile der Arbeiterschaft.